# Cascada de las Pilas
Cascada de las Pilas är ett vattenfall i Mexiko.   Det ligger i delstaten Tamaulipas, i den centrala delen av landet, 400 km norr om huvudstaden Mexico City. Cascada de las Pilas ligger 870 meter över havet.
Terrängen runt Cascada de las Pilas är kuperad, och sluttar söderut. Runt Cascada de las Pilas är det glesbefolkat, med 10 invånare per kvadratkilometer. Närmaste större samhälle är La Morita, 17,8 km sydväst om Cascada de las Pilas. I omgivningarna runt Cascada de las Pilas växer i huvudsak städsegrön lövskog.